# 森崇伸
森 崇伸（もり たかのぶ、1974年（昭和49年）3月17日-）は、日本の実業家。株式会社キンライサー代表取締役を務める。

## 略歴
- 1974年（昭和49年）3月17日 、群馬県前橋市で生まれる。
- 森の叔母の夫は、ガス給湯器など住宅設備関連機器の製造・販売会社パーパス（静岡県富士市）の創業者で、森の父親もパーパスに勤務していた。小学校高学年の頃に給湯器の展示会を訪れた際、取引先に頭を下げる支店長である父親の姿を目にし、会社員ではなく社長になることを決意する。
- 1991年（平成3年）、進路選択を迫られた大阪府立桜塚高等学校2年生のとき、「社長になるんやから、大学行くのは無意味」と教師たちに宣言[1]。家族にも反対されるも、進学しないことを心に決める。
- 1992年（平成4年）、同学校を卒業。大阪府豊中市の自動車整備工場で整備士として4年間働く。
- 1996年（平成8年）、自動車整備工場では会社の売り上げや給与額に不安を抱き退職。退職後は、英語が全く話せなかったのにもかかわらず、米国カリフォルニア州を車で一周する旅に出た。片言の英語とジェスチャーで意思疎通し、ロサンゼルス、ラスベガス、サンフランシスコ、サンディエゴのモーテルを転々とした。強盗に追いかけ回されるような体験をしつつも、1ヶ月の米国滞在を経て無事に帰国すると「ピンチはあったけど、何事もなんとかなる！会社をつくってもやっていける」と自信が持てるようになった。いずれ独立することを前提に給湯器工事会社へ入社し、工事スタッフとして1年半勤務する。
- 1997年（平成9年）、23歳の時に個人事業主として、豊中市にガス給湯器専門工事業として近畿ライフサービス設立。実家のマンションの六畳一間を事務所として電話1本を引き、資本金100万円でスタートした。
- 1999年（平成11年）、吹田市に「有限会社近畿ライフサービス」設立。
- 2003年（平成15年）、下請け仕事を全て断り、利益率の高い一般ユーザーへの直売に切り替えることを決断。
- 2004年（平成16年）、有限会社から株式会社へ移行。WEB広告に注力し、またWEBサイトを改善することでも売上を伸ばした。
- 2010年（平成22年）、自らが白血病であることが発覚する。精密検査を経て1ヶ月間入院。この体験をきっかけに「社員の働く時間を減らして、健康でいてもらいたい」と感じ、働き方改革を行った。
- 2015年（平成27年）、億単位の広告費を投資し、ダチョウ倶楽部を起用したCM放送を開始する。主婦層をターゲットにし、低価格の給湯器をわかりやすく伝える「安くてごめんねキンライサー」というCMは広く受け入れられ、売上が急増した。
- 2018年（平成30年）8月、社名を「株式会社キンライサー」に変更[2][3][4][5][6][7][8][9]。

## 人物
- 好きな言葉は「とにかくやってみる」。理論より実践を重んじ、直感を信じて興味を持った人物にはすぐに会いにいくようにすることを心がけている。
- 野球少年だった[10]森の尊敬する人物はイチロー。2009年（平成21年）、「第2回ワールド・ベースボール・クラシック（WBC）」日韓対決の決勝戦で、調子の悪かったイチローは追い込まれた土壇場で決勝打となるクリーンヒットを打った。そのときの姿に感銘を受け、ふだんから失敗してもすぐに切り替えられる性格だが「うまくいかないときにどうするかが大事」とピンチのときに思い起こすようにしている。
- 休日は北海道や沖縄などに旅行に出かけることを趣味としている。見知らぬ土地でリフレッシュし、一流のサービスに触れ学ぶ機会としている[2]。